# Henryk Szczepański
Henryk Szczepański, född 7 oktober 1933 i Wejherowo, död 2 februari 2015, var en polsk fotbollsspelare (mittfältare) som spelade för Polonia Bydgoszcz, ŁKS Łódź och Odra Opole. Han ingick i Polens landslag vid olympiska sommarspelen 1960.